# Monacói uralkodók házastársainak listája

A Monacói Hercegség címere

A monacói uralkodók házastársainak listáját tartalmazza az alábbi táblázat 1616-tól napjainkig.

## Grimaldi-dinasztia
| Képe                                                                                           | Neve                                                                                          | Apja                                                                                          | Születése                                                                                     | Házassága                                                                                     | Uralkodói hitvessé válása                                                                     | Uralkodói hitvesi terminus vége                                                                  | Halála                                                                                           | Házastársa                    |
| ---------------------------------------------------------------------------------------------- | --------------------------------------------------------------------------------------------- | --------------------------------------------------------------------------------------------- | --------------------------------------------------------------------------------------------- | --------------------------------------------------------------------------------------------- | --------------------------------------------------------------------------------------------- | ------------------------------------------------------------------------------------------------ | ------------------------------------------------------------------------------------------------ | ----------------------------- |
|                                                                                                | Trivulzio Hippolita hercegné                                                                  | Károly Emánuel melzói gróf (Trivulzio-ház)                                                    | 1600                                                                                          | 1616. március 13., Milánó                                                                     | 1616. március 13., Milánó                                                                     | 1638                                                                                             | 1638                                                                                             | II. Honoré (II. Honorátusz)   |
|                                                                                                | Gramont-i Sarolta Katalin hercegné                                                            | III. Antal, Gramont hercege és Bidache fejedelme (Gramont-ház)                                | 1639                                                                                          | 1660. március 30., Pau                                                                        | 1662. január 10. férje trónra lépte                                                           | 1678. június 4.                                                                                  | 1678. június 4.                                                                                  | I. Lajos                      |
|                                                                                                | Lotaringiai Mária hercegné                                                                    | I. Lajos, Armagnac és Hartcourt grófja (Lotaringiai-ház Guise ága)                            | 1674. augusztus 12.                                                                           | 1688. június 13., Párizs                                                                      | 1701. január 3. férje trónra lépte                                                            | 1724. október 30.                                                                                | 1724. október 30.                                                                                | II. Antal                     |
|                                                                                                | Goyon-Matignoni Jakab a hercegnő férje Monaco régense                                         | Jacques de Goyon de Matignon (Matignon-ház)                                                   | 1689. november 21.                                                                            | 1715. október 20., Monaco Házasságkötésekor felveszi a Grimaldi családnevet.                  | 1731. február 20. felesége trónra lépte Megkapja a Monaco régense címet.                      | 1731. december 29. Felesége halála után fiuk kiskorúsága idején Jakab egyeduralkodó lesz.        | 1751. április 23.                                                                                | Lujza Hippolita               |
|                                                                                                | Lujza Hippolita herceg nem volt hercegné, hanem Monaco uralkodóhercegnője                     | II. Antal monacói herceg (Grimaldi-ház)                                                       | 1697. november 10.                                                                            | 1715. október 20., Monaco Házasságkötésekor férje felveszi a Grimaldi családnevet.            | 1731. február 20. Lujza Hippolita trónra léptével férje megkapja a Monaco régense címet.      | 1731. december 29. Lujza Hippolita halála után fiuk kiskorúsága idején férje egyeduralkodó lesz. | 1731. december 29. Lujza Hippolita halála után fiuk kiskorúsága idején férje egyeduralkodó lesz. | I. Jakab                      |
| Felesége halála után nem nősült meg újra, uralkodása alatt nem volt uralkodói hitves 1731–1733 |                                                                                               |                                                                                               |                                                                                               |                                                                                               |                                                                                               |                                                                                                  |                                                                                                  | I. Jakab                      |
|                                                                                                | Brignole-Sale Mária Katalin hercegné                                                          | József Mária, Grappoli őrgrófja (Brignole–Sale-ház)                                           | 1737. október 7.                                                                              | 1757. július 5., Monaco                                                                       | 1757. július 5., Monaco                                                                       | 1770. december 31. válás                                                                         | 1813. március 18.                                                                                | III. Honoré (III. Honorátusz) |
| A hercegség francia uralom alá került, ez idő alatt alatt nem volt uralkodói hitves 1793–1814  | A hercegség francia uralom alá került, ez idő alatt alatt nem volt uralkodói hitves 1793–1814 | A hercegség francia uralom alá került, ez idő alatt alatt nem volt uralkodói hitves 1793–1814 | A hercegség francia uralom alá került, ez idő alatt alatt nem volt uralkodói hitves 1793–1814 | A hercegség francia uralom alá került, ez idő alatt alatt nem volt uralkodói hitves 1793–1814 | A hercegség francia uralom alá került, ez idő alatt alatt nem volt uralkodói hitves 1793–1814 | A hercegség francia uralom alá került, ez idő alatt alatt nem volt uralkodói hitves 1793–1814    | A hercegség francia uralom alá került, ez idő alatt alatt nem volt uralkodói hitves 1793–1814    | Francia uralom                |
| Válása után nem nősült meg újra, uralkodása alatt nem volt uralkodói hitves 1814–1819          | Válása után nem nősült meg újra, uralkodása alatt nem volt uralkodói hitves 1814–1819         | Válása után nem nősült meg újra, uralkodása alatt nem volt uralkodói hitves 1814–1819         | Válása után nem nősült meg újra, uralkodása alatt nem volt uralkodói hitves 1814–1819         | Válása után nem nősült meg újra, uralkodása alatt nem volt uralkodói hitves 1814–1819         | Válása után nem nősült meg újra, uralkodása alatt nem volt uralkodói hitves 1814–1819         | Válása után nem nősült meg újra, uralkodása alatt nem volt uralkodói hitves 1814–1819            | Válása után nem nősült meg újra, uralkodása alatt nem volt uralkodói hitves 1814–1819            | IV. Honoré (IV. Honorátusz)   |
| Nem nősült meg, uralkodása alatt nem volt uralkodói hitves 1819–1841                           | Nem nősült meg, uralkodása alatt nem volt uralkodói hitves 1819–1841                          | Nem nősült meg, uralkodása alatt nem volt uralkodói hitves 1819–1841                          | Nem nősült meg, uralkodása alatt nem volt uralkodói hitves 1819–1841                          | Nem nősült meg, uralkodása alatt nem volt uralkodói hitves 1819–1841                          | Nem nősült meg, uralkodása alatt nem volt uralkodói hitves 1819–1841                          | Nem nősült meg, uralkodása alatt nem volt uralkodói hitves 1819–1841                             | Nem nősült meg, uralkodása alatt nem volt uralkodói hitves 1819–1841                             | V. Honoré (V. Honorátusz)     |
|                                                                                                | Gibert-Lametzi Mária Karolina hercegné                                                        | Charles-Thomas Gibert de Lametz                                                               | 1793. július 18.                                                                              | 1816. november 27., Párizs                                                                    | 1841. október 2. férje trónra lépte                                                           | 1856. június 20. férje halála                                                                    | 1879. november 25.                                                                               | I. Florestan                  |
|                                                                                                | Mérode-i Antónia hercegné                                                                     | Werner de Mérode gróf (Mérode-ház)                                                            | 1828. szeptember 28.                                                                          | 1846. szeptember 28., Brüsszel                                                                | 1856. június 20. férje trónra lépte                                                           | 1864. február 10.                                                                                | 1864. február 10.                                                                                | III. Károly                   |
|                                                                                                | Alice Heine hercegné                                                                          | Michel Heine                                                                                  | 1858. február 10.                                                                             | 1889. október 30., Párizs                                                                     | 1889. október 30., Párizs                                                                     | 1902. május 30./június 3. válás                                                                  | 1925. december 22.                                                                               | I. Albert                     |
|                                                                                                | Ghislaine Dommanget hercegné                                                                  | Robert Dommanget                                                                              | 1900. október 13.                                                                             | 1946. július 24., Monaco                                                                      | 1946. július 24., Monaco                                                                      | 1949. május 9. férje halála                                                                      | 1991. április 30.                                                                                | II. Lajos                     |
|                                                                                                | Grace Kelly hercegné                                                                          | John B. Kelly                                                                                 | 1929. november 12.                                                                            | 1956. április 18., Monaco                                                                     | 1956. április 18., Monaco                                                                     | 1982. szeptember 14.                                                                             | 1982. szeptember 14.                                                                             | III. Rainier                  |
|                                                                                                | Charlene Wittstock hercegné                                                                   | Michael Kenneth Wittstock                                                                     | 1978. január 25.                                                                              | 2011. július 1., Monaco                                                                       | 2011. július 1., Monaco                                                                       | hivatalban                                                                                       | élő                                                                                              | II. Albert                    |
| Képe                                                                                           | Neve                                                                                          | Apja                                                                                          | Születése                                                                                     | Házassága                                                                                     | Uralkodói hitvessé válása                                                                     | Uralkodói hitvesi terminus vége                                                                  | Halála                                                                                           | Házastársa                    |